# Pointe à Henry
Pour les articles homonymes, voir Henry.
La pointe à Henry est un cap de France situé à Saint-Pierre-et-Miquelon.

## Géographie
La pointe à Henry forme l'extrémité septentrionale de l'île Saint-Pierre. Elle fait face au Grand Colombier dont elle est séparée par la passe à Henry.
Un sentier de randonnée conduit à la pointe où se trouve une statue de la Vierge.